# Església Reformada de Perpinyà

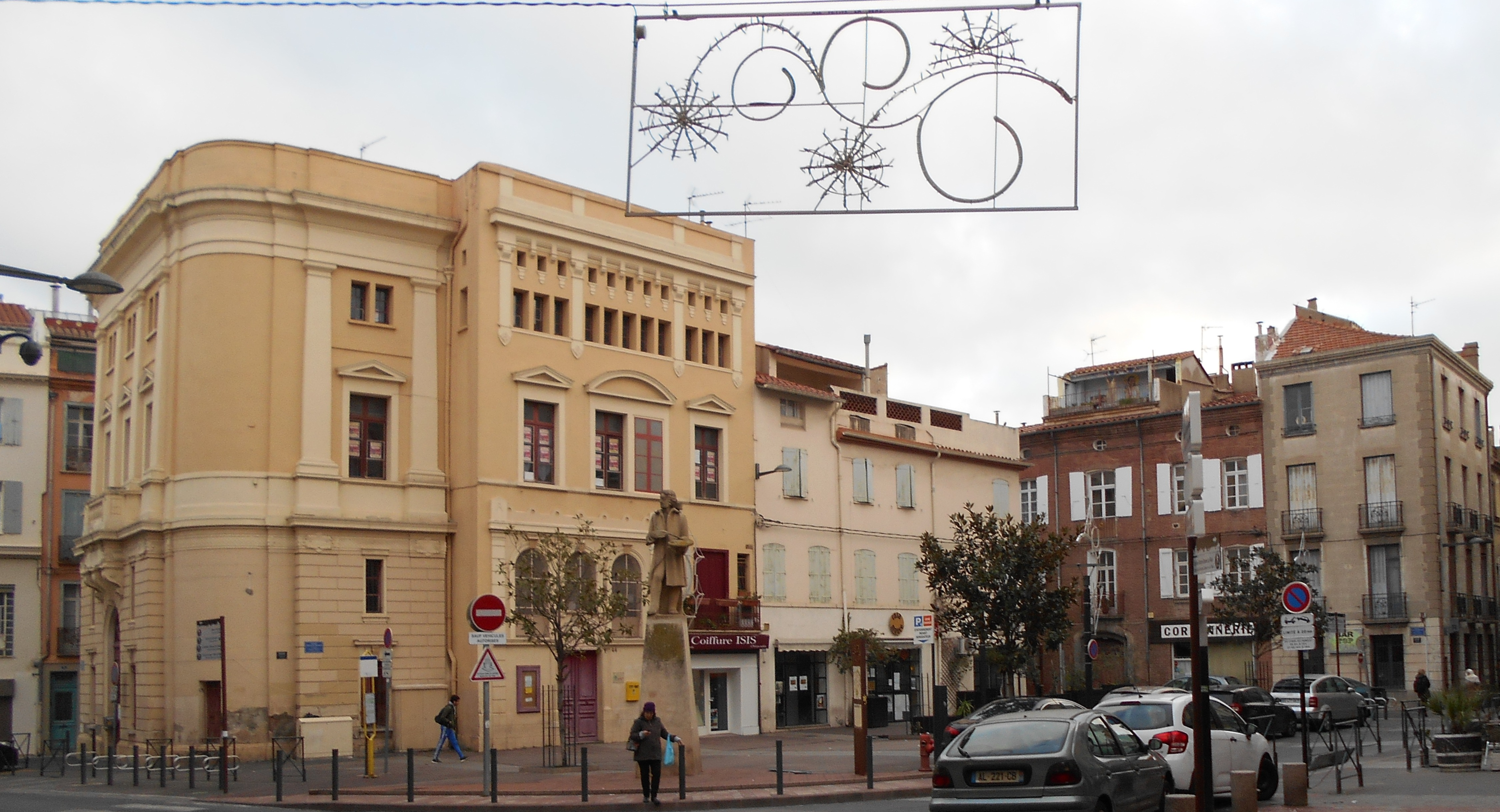
Antic Temple protestant a la Plaça de Jacint Rigau

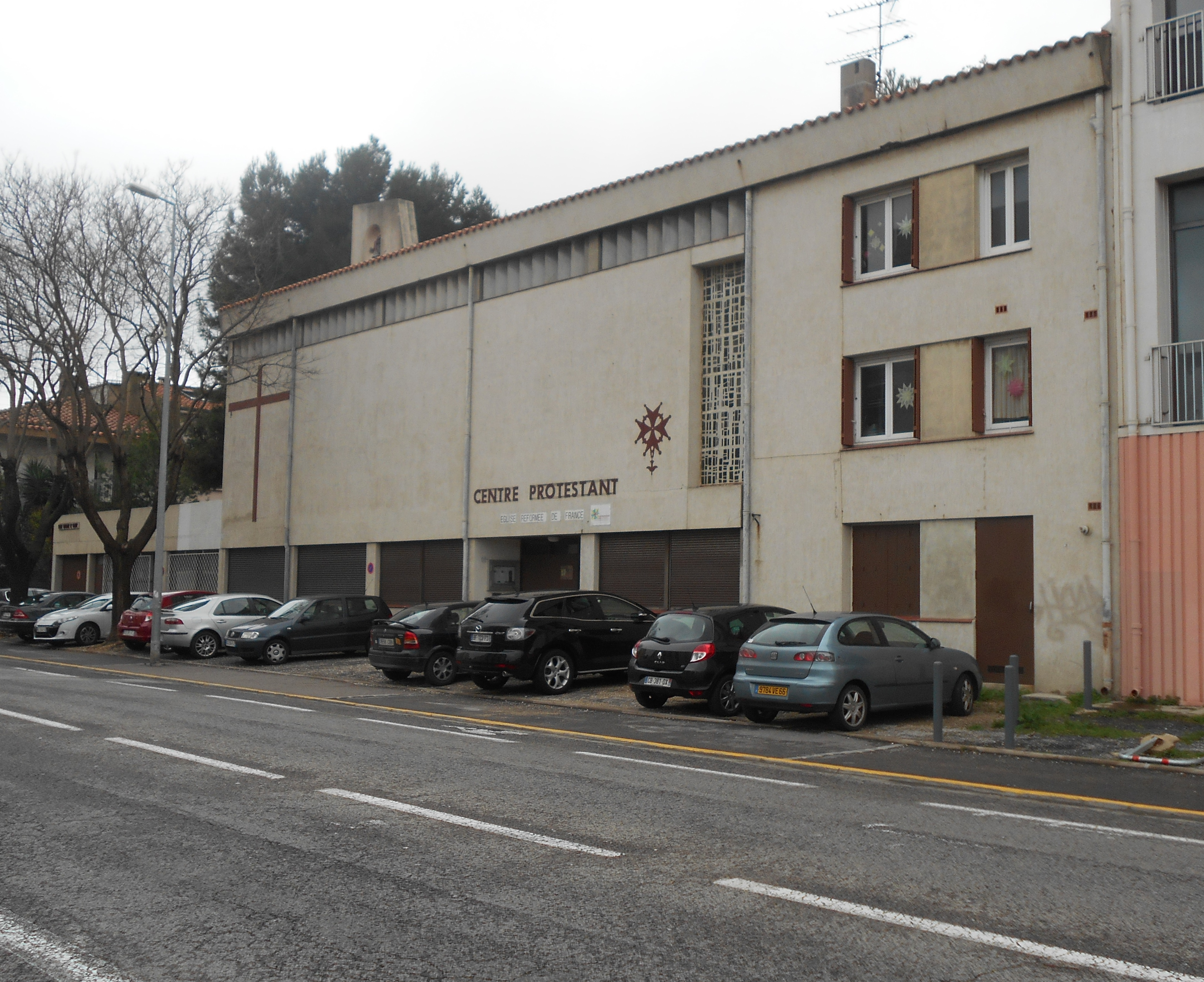
L'església actual, a dalt. A sota, el Centre Protestant

L'Església Reformada de Perpinyà és el temple de l'Església Reformada de França (ERF) de la ciutat de Perpinyà, a la comarca del Rosselló, de la Catalunya del Nord.
És al sud-est de la vila, en el barri de la Lluneta, en el número 9 del carrer del Coronel Alphonse d'Ornano. Té annex el Centre Protestant, al costat mateix, però que dona a l'avinguda de Robert Emmanuel Brousse.
La seva seu original era a la plaça de Jacint Rigau, on encara hi ha l'edifici amb el rètol de Temple Protestant damunt de la porta d'entrada, a la façana de migdia.
L'Església Reformada de França està actualment fusionada amb l'Església Luterana en l'Església Protestant Unida de França, o Església Luterana Reformada.